# Liga Concacaf 2020
La Liga Concacaf 2020, denominada oficialmente Liga Concacaf Scotiabank por motivos de patrocinio, fue la cuarta edición de la Liga Concacaf, una competencia de clubes de fútbol para América Central, las Antillas y Canadá organizada por la Concacaf, el órgano rector regional de América del Norte, América Central y el Caribe.
Debido a la pandemia de COVID-19, Concacaf anunció el 23 de junio de 2020 que el inicio del torneo, que debía comenzar el 28 de julio de 2020, había sido pospuesto.
El torneo fue expandido de 16 a 22 equipos desde la edición del 2019. Cinco equipos de Centroamérica, que anteriormente calificaban directamente a la Liga de Campeones de la Concacaf, ahora entran en la Liga Concacaf, mientras que un equipo canadiense, el campeón de la Canadian Premier League, también entrará, aumentando los equipos totales de 31 a 32. Además, ahora un total de seis equipos calificarán desde la Liga Concacaf a la Liga de Campeones de la Concacaf, por tanto el club campeón y los otros mejores 5 equipos calificarán a la Liga de Campeones de la Concacaf 2021.
El campeón fue Alajuelense, que derrotó en la final a Saprissa por 3 a 2, logrando su primer título en esta competición.

## Sistema de competición
Participarán los primeros, segundos y terceros mejor ubicados en los certámenes locales de Costa Rica, El Salvador, Guatemala, Honduras y Panamá; los mejores de Nicaragua; el campeón de Belice, el campeón de la Premier League de Canadá y el segundo y el tercero lugar del Campeonato de Clubes de la CFU y el ganador del playoff entre el cuarto lugar del Caribe y el campeón del CONCACAF Caribbean Club Shield 2020 para un total de 22 equipos
Los 22 equipos jugarán un torneo de eliminación simple. Cada eliminatoria se jugará en partido único. Si el marcador está empatado después del tiempo reglamentario, se utiliza la tanda de penales para determinar el ganador.
El conjunto campeón de la competencia y los mejores 5 clasificados en la tabla final de ésta se garantizan un lugar en la Liga de Campeones de la Concacaf 2021.
Después del cambio de formato de todas las rondas a partidos único, se decidió que se agregaría una ronda de entrada para que los cuatro equipos perdedores de los cuartos de final compitan por los dos últimos lugares en la Liga de Campeones.

### Distribución de cupos
| Federación     | Total | Octavos | Preliminar |
| -------------- | ----- | ------- | ---------- |
| Costa Rica     | 3     | 2       | 1          |
| Honduras       | 3     | 2       | 1          |
| Panamá         | 3     | 2       | 1          |
| Guatemala      | 3     | 1       | 2          |
| El Salvador    | 3     | 1       | 2          |
| Nicaragua      | 2     | 1       | 1          |
| Belice         | 1     | -       | 1          |
| Canadá         | 1     | -       | 1          |
| Caribe         | 3     | 1       | 2          |
| Ronda anterior |       | 6       |            |
| Total          | 22    | 16      | 12         |

## Equipos participantes
| País                 | Equipo                                     | Vía de clasificación |
| -------------------- | ------------------------------------------ | --- |
| Costa Rica 3 plazas  | Herediano Saprissa Alajuelense             | Campeón del Torneo Apertura 2019 Campeón del Torneo Clausura 2020 Primer lugar de tabla acumulada de la Liga Promerica 2019-20 |
| Honduras 3 plazas    | Olimpia Marathón Motagua                   | Campeón del Torneo Apertura 2019 Segundo lugar en la tabla acumulada del Campeonato Primera División 2019-20 Tercer lugar en la tabla acumulada del Campeonato Primera División 2019-20                                                                |
| Panamá 3 plazas      | Tauro San Francisco Atlético Independiente | Campeón del Torneo Apertura 2019 Segundo lugar de la tabla acumulada de la Primera División de Panamá Tercer lugar de la tabla acumulada de la Primera División de Panamá.                                                                             |
| Guatemala 3 plazas   | Municipal Antigua Guatemala Comunicaciones | Campeón del Torneo Apertura 2019 Subcampeón del Torneo Apertura 2019 Primero de la tabla acumulada de la Liga Nacional 2019-20 |
| El Salvador 3 plazas | Alianza FAS Municipal Limeño               | Campeón del Torneo Apertura 2019 Segundo lugar de la Primera División de El Salvador 2019-20 Tercer lugar de la Primera División de El Salvador 2019-20                                                                                                |
| Nicaragua 2 plazas   | Real Estelí Managua                        | Campeón de la Primera División de Nicaragua 2019-20 Subcampeón de la Primera División de Nicaragua 2019-20 |
| Belice 1 plaza       | Verdes                                     | Campeón de la Liga Premier de Belice 2019-20 |
| Canadá 1 plaza       | Forge                                      | Campeón de la Canadian Premier League 2019 |
| Caribe 3 plazas      | Waterhouse Arcahaie Cibao                  | Segundo mejor puntaje en la fase de grupos del Campeonato de Clubes de la CFU 2020 Tercer mejor puntaje en la fase de grupos del Campeonato de Clubes de la CFU 2020 Cuarto mejor puntaje en la fase de grupos del Campeonato de Clubes de la CFU 2020 |

## Calendario
El calendario de la competición es el siguiente, el sorteo se llevó a cabo en Miami, Florida a las 19:00 hora local.
| Fase              | Ronda            | Sorteo                   | Fecha                     |
| ----------------- | ---------------- | ------------------------ | ------------------------- |
| Clasificación     | Ronda preliminar | 21 de septiembre de 2020 | 20–22 de octubre de 2020  |
| Fase eliminatoria | Octavos          | 21 de septiembre de 2020 | 3–24 de noviembre de 2020 |
| Fase eliminatoria | Cuartos          | 21 de septiembre de 2020 | 1–2 de diciembre de 2020  |
| Fase eliminatoria | Semifinales      | 21 de septiembre de 2020 | 20–22 de enero de 2021    |
| Fase eliminatoria | Final            | 21 de septiembre de 2020 | 3 de febrero de 2021      |

## Ronda preliminar
En la ronda preliminar, doce equipos se dividieron en dos bombos, en esta ocasión según lo coeficientes de países por clubes de CONCACAF. Jugaron a partido único para definir al equipo que jugará los octavos de final. Sólo los países vencedores avanzan de ronda.
| Equipo 1               | Resultado      | Equipo 2          |
| ---------------------- | -------------- | ----------------- |
| FAS                    | 1:1 (4:5 p.)   | Managua           |
| Alajuelense            | 3:0            | Cibao             |
| Municipal Limeño       | 1:2            | Forge             |
| Atlético Independiente | 0:0 (2:4 p.)   | Antigua Guatemala |
| Arcahaie               | w/o            | Verdes            |
| Motagua                | 2:2 (15:14 p.) | Comunicaciones    |

## Ronda final

### Cuadro de desarrollo
|  | Octavos de final             | Octavos de final             | Octavos de final             |                  |       | Cuartos de final           | Cuartos de final           | Cuartos de final           |  |    | Semifinales              | Semifinales              | Semifinales              |  |    | Final                | Final                | Final                |  |
|  | 3 al 24 de noviembre de 2020 | 3 al 24 de noviembre de 2020 | 3 al 24 de noviembre de 2020 |                  |       | 1 y 2 de diciembre de 2020 | 1 y 2 de diciembre de 2020 | 1 y 2 de diciembre de 2020 |  |    | 20 y 22 de enero de 2021 | 20 y 22 de enero de 2021 | 20 y 22 de enero de 2021 |  |    | 3 de febrero de 2021 | 3 de febrero de 2021 | 3 de febrero de 2021 |  |
|  |                              |                              |                              |                  |       |                            |                            |                            |  |    |                          |                          |                          |  |    |                      |                      |                      |  |
|  |                              |                              |                              |                  |       |                            |                            |                            |  |    |                          |                          |                          |  |    |                      |                      |                      |  |
|  | A1                           | Saprissa                     | 4                            |                  |       |                            |                            |                            |  |    |                          |                          |                          |  |    |                      |                      |                      |  |
|  | A1                           | Saprissa                     | 4                            |                  |       |                            |                            |                            |  |    |                          |                          |                          |  |    |                      |                      |                      |  |
|  | B1                           | Municipal                    | 1                            |                  |       |                            |                            |                            |  |    |                          |                          |                          |  |    |                      |                      |                      |  |
|  | B1                           | Municipal                    | 1                            |                  | A1    | Saprissa                   | 2                          |                            |  |    |                          |                          |                          |  |    |                      |                      |                      |  |
|  |                              |                              |                              |                  | A1    | Saprissa                   | 2                          |                            |  |    |                          |                          |                          |  |    |                      |                      |                      |  |
|  |                              |                              | A2                           | Marathón         | 0     |                            |                            |                            |  |    |                          |                          |                          |  |    |                      |                      |                      |  |
|  | A2                           | Marathón (p.)                | A2                           | Marathón         | 0     | 1 (4)                      |                            |                            |  |    |                          |                          |                          |  |    |                      |                      |                      |  |
|  | A2                           | Marathón (p.)                |                              |                  |       |                            |                            |                            |  |    |                          |                          |                          |  |    |                      |                      |                      |  |
|  | B2                           | Antigua Guatemala            | 1 (3)                        |                  |       |                            |                            |                            |  |    |                          |                          |                          |  |    |                      |                      |                      |  |
|  | B2                           | Antigua Guatemala            | 1 (3)                        |                  |       |                            |                            |                            |  | A1 | Saprissa                 | 5                        |                          |  |    |                      |                      |                      |  |
|  |                              |                              |                              |                  |       |                            |                            |                            |  | A1 | Saprissa                 | 5                        |                          |  |    |                      |                      |                      |  |
|  |                              |                              | B4                           | Arcahaie         | 0     |                            |                            |                            |  |    |                          |                          |                          |  |    |                      |                      |                      |  |
|  | A3                           | Tauro                        | B4                           | Arcahaie         | 0     | 1                          |                            |                            |  |    |                          |                          |                          |  |    |                      |                      |                      |  |
|  | A3                           | Tauro                        |                              |                  |       |                            |                            |                            |  |    |                          |                          |                          |  |    |                      |                      |                      |  |
|  | B3                           | Forge                        | 2                            |                  |       |                            |                            |                            |  |    |                          |                          |                          |  |    |                      |                      |                      |  |
|  | B3                           | Forge                        | 2                            |                  | B3    | Forge                      | 1 (2)                      |                            |  |    |                          |                          |                          |  |    |                      |                      |                      |  |
|  |                              |                              |                              |                  | B3    | Forge                      | 1 (2)                      |                            |  |    |                          |                          |                          |  |    |                      |                      |                      |  |
|  |                              |                              | B4                           | Arcahaie (p.)    | 1 (4) |                            |                            |                            |  |    |                          |                          |                          |  |    |                      |                      |                      |  |
|  | A4                           | Waterhouse                   | B4                           | Arcahaie (p.)    | 1 (4) | 1                          |                            |                            |  |    |                          |                          |                          |  |    |                      |                      |                      |  |
|  | A4                           | Waterhouse                   |                              |                  |       |                            |                            |                            |  |    |                          |                          |                          |  |    |                      |                      |                      |  |
|  | B4                           | Arcahaie                     | 3                            |                  |       |                            |                            |                            |  |    |                          |                          |                          |  |    |                      |                      |                      |  |
|  | B4                           | Arcahaie                     | 3                            |                  |       |                            |                            |                            |  |    |                          |                          |                          |  | A1 | Saprissa             | 2                    |                      |  |
|  |                              |                              |                              |                  |       |                            |                            |                            |  |    |                          |                          |                          |  | A1 | Saprissa             | 2                    |                      |  |
|  |                              |                              | B7                           | Alajuelense      | 3     |                            |                            |                            |  |    |                          |                          |                          |  |    |                      |                      |                      |  |
|  | A5                           | Alianza                      | B7                           | Alajuelense      | 3     | 1 (3)                      |                            |                            |  |    |                          |                          |                          |  |    |                      |                      |                      |  |
|  | A5                           | Alianza                      |                              |                  |       |                            |                            |                            |  |    |                          |                          |                          |  |    |                      |                      |                      |  |
|  | B5                           | Motagua (p.)                 | 1 (4)                        |                  |       |                            |                            |                            |  |    |                          |                          |                          |  |    |                      |                      |                      |  |
|  | B5                           | Motagua (p.)                 | 1 (4)                        |                  | B5    | Motagua                    | 0                          |                            |  |    |                          |                          |                          |  |    |                      |                      |                      |  |
|  |                              |                              |                              |                  | B5    | Motagua                    | 0                          |                            |  |    |                          |                          |                          |  |    |                      |                      |                      |  |
|  |                              |                              | A6                           | Olimpia          | 2     |                            |                            |                            |  |    |                          |                          |                          |  |    |                      |                      |                      |  |
|  | A6                           | Olimpia                      | A6                           | Olimpia          | 2     | 6                          |                            |                            |  |    |                          |                          |                          |  |    |                      |                      |                      |  |
|  | A6                           | Olimpia                      |                              |                  |       |                            |                            |                            |  |    |                          |                          |                          |  |    |                      |                      |                      |  |
|  | B6                           | Managua                      | 0                            |                  |       |                            |                            |                            |  |    |                          |                          |                          |  |    |                      |                      |                      |  |
|  | B6                           | Managua                      | 0                            |                  |       |                            |                            |                            |  | A6 | Olimpia                  | 0 (4)                    |                          |  |    |                      |                      |                      |  |
|  |                              |                              |                              |                  |       |                            |                            |                            |  | A6 | Olimpia                  | 0 (4)                    |                          |  |    |                      |                      |                      |  |
|  |                              |                              | B7                           | Alajuelense (p.) | 0 (5) |                            |                            |                            |  |    |                          |                          |                          |  |    |                      |                      |                      |  |
|  | A7                           | San Francisco                | B7                           | Alajuelense (p.) | 0 (5) | 0                          |                            |                            |  |    |                          |                          |                          |  |    |                      |                      |                      |  |
|  | A7                           | San Francisco                |                              |                  |       |                            |                            |                            |  |    |                          |                          |                          |  |    |                      |                      |                      |  |
|  | B7                           | Alajuelense                  | 1                            |                  |       |                            |                            |                            |  |    |                          |                          |                          |  |    |                      |                      |                      |  |
|  | B7                           | Alajuelense                  | 1                            |                  | B7    | Alajuelense                | 2                          |                            |  |    |                          |                          |                          |  |    |                      |                      |                      |  |
|  |                              |                              |                              |                  | B7    | Alajuelense                | 2                          |                            |  |    |                          |                          |                          |  |    |                      |                      |                      |  |
|  |                              |                              | B8                           | Real Estelí      | 1     |                            |                            |                            |  |    |                          |                          |                          |  |    |                      |                      |                      |  |
|  | A8                           | Herediano                    | B8                           | Real Estelí      | 1     | 0                          |                            |                            |  |    |                          |                          |                          |  |    |                      |                      |                      |  |
|  | A8                           | Herediano                    |                              |                  |       |                            |                            |                            |  |    |                          |                          |                          |  |    |                      |                      |                      |  |
|  | B8                           | Real Estelí                  | 1                            |                  |       |                            |                            |                            |  |    |                          |                          |                          |  |    |                      |                      |                      |  |
|  | B8                           | Real Estelí                  | 1                            |                  |       |                            |                            |                            |  |    |                          |                          |                          |  |    |                      |                      |                      |  |
|  |                              |                              |                              |                  |       |                            |                            |                            |  |    |                          |                          |                          |  |    |                      |                      |                      |  |

### Octavos de final
El sorteo fue realizado el 21 de septiembre de 2020. Se disputaron a partido único del 3 al 24 de noviembre de 2020.
| Equipo 1    | Resultado    | Equipo 2          |
| ----------- | ------------ | ----------------- |
| Saprissa    | 4:1          | Municipal         |
| Marathón    | 1:1 (4:3 p.) | Antigua Guatemala |
| Tauro       | 1:2          | Forge             |
| Waterhouse  | 1:3          | Arcahaie          |
| Alianza     | 1:1 (3:4 p.) | Motagua           |
| Olimpia     | 6:0          | Managua           |
| Alajuelense | 1:0          | San Francisco     |
| Herediano   | 0:1          | Real Estelí       |

### Cuartos de final
Los partidos se disputaron el 1 y 2 de diciembre de 2020.
| Equipo 1    | Resultado    | Equipo 2    |
| ----------- | ------------ | ----------- |
| Marathón    | 0:2          | Saprissa    |
| Arcahaie    | 1:1 (4:2 p.) | Forge       |
| Olimpia     | 2:0          | Motagua     |
| Alajuelense | 2:1          | Real Estelí |

### Repesca a Liga de Campeones
Los partidos se disputaron el 8 y 9 de diciembre de 2020.
| Equipo 1 | Resultado    | Equipo 2    |
| -------- | ------------ | ----------- |
| Marathón | 1:0          | Forge       |
| Motagua  | 2:2 (2:4 p.) | Real Estelí |

### Semifinales
Los partidos se disputaron el 20 y 22 de enero de 2021.
| Equipo 1    | Resultado    | Equipo 2 |
| ----------- | ------------ | -------- |
| Alajuelense | 0:0 (5:4 p.) | Olimpia  |
| Saprissa    | 5:0          | Arcahaie |

### Final
| 23    | POR   | Leonel Moreira     |     |
| 6     | DEF   | José Salvatierra   |     |
| 3     | DEF   | Fernán Faerron     |     |
| 4     | DEF   | Daniel Arreola     |     |
| 5     | DEF   | Yurguin Román      |     |
| 22    | MED   | Barlon Sequeira    | 84' |
| 11    | MED   | Alexander López    | 83' |
| 16    | MED   | Alonso Martínez    | 76' |
| 10    | MED   | Bryan Ruiz         |     |
| 99    | DEL   | Marcel Hernández   |     |
| 7     | DEL   | Jurgens Montenegro | 93' |
| D. T. | D. T. | Andrés Carevic     |     |

| 13    | POR   | Aarón Cruz        |     |
| 39    | DEF   | Jordy Evans       |     |
| 5     | DEF   | Esteban Espíndola |     |
| 4     | DEF   | Kendall Waston    |     |
| 52    | DEF   | Aubrey David      |     |
| 11    | MED   | Michael Barrantes | 64' |
| 8     | MED   | David Guzmán      |     |
| 20    | MED   | Mariano Torres    | 77' |
| 2     | MED   | Christian Bolaños |     |
| 14    | DEL   | Ariel Rodríguez   | 67' |
| 26    | DEL   | Daniel Colindres  | 77' |
| D. T. | D. T. | Walter Centeno    |     |

| 76 | Delantero      | Carlos Mora        | 76' |
| 8  | Centrocampista | José Miguel Cubero | 83' |
| 14 | Delantero      | Geancarlo Castro   | 84' |
| 17 | Centrocampista | Bernald Alfaro     | 93' |

| 24 | Delantero      | Orlando Sinclair  | 67' |
| 21 | Centrocampista | Esteban Rodríguez | 64' |
| 10 | Centrocampista | Marvin Angulo     | 77' |
| 80 | Centrocampista | Jimmy Marín       | 77' |

| 32' · 63' · 67' · | Barlon Sequeira Yurguin Román Alexander López | 1:1 2:1 3:1 |

| 18' · 87' · | Christian Bolaños Marvin Angulo | 0:1 3:2 |

| 94' | Carlos Mora |

| 28' · 38' · 77' | Mariano Torres Kendall Waston Jimmy Marín |

| Principal  | Iván Barton    |
| Asistentes | David Morán    |
|            | Kathryn Nesbit |
| Cuarto     | Rubiel Vásquez |

| 23    | POR   | Leonel Moreira     |     |
| 6     | DEF   | José Salvatierra   |     |
| 3     | DEF   | Fernán Faerron     |     |
| 4     | DEF   | Daniel Arreola     |     |
| 5     | DEF   | Yurguin Román      |     |
| 22    | MED   | Barlon Sequeira    | 84' |
| 11    | MED   | Alexander López    | 83' |
| 16    | MED   | Alonso Martínez    | 76' |
| 10    | MED   | Bryan Ruiz         |     |
| 99    | DEL   | Marcel Hernández   |     |
| 7     | DEL   | Jurgens Montenegro | 93' |
| D. T. | D. T. | Andrés Carevic     |     |

| 13    | POR   | Aarón Cruz        |     |
| 39    | DEF   | Jordy Evans       |     |
| 5     | DEF   | Esteban Espíndola |     |
| 4     | DEF   | Kendall Waston    |     |
| 52    | DEF   | Aubrey David      |     |
| 11    | MED   | Michael Barrantes | 64' |
| 8     | MED   | David Guzmán      |     |
| 20    | MED   | Mariano Torres    | 77' |
| 2     | MED   | Christian Bolaños |     |
| 14    | DEL   | Ariel Rodríguez   | 67' |
| 26    | DEL   | Daniel Colindres  | 77' |
| D. T. | D. T. | Walter Centeno    |     |

| 76 | Delantero      | Carlos Mora        | 76' |
| 8  | Centrocampista | José Miguel Cubero | 83' |
| 14 | Delantero      | Geancarlo Castro   | 84' |
| 17 | Centrocampista | Bernald Alfaro     | 93' |

| 24 | Delantero      | Orlando Sinclair  | 67' |
| 21 | Centrocampista | Esteban Rodríguez | 64' |
| 10 | Centrocampista | Marvin Angulo     | 77' |
| 80 | Centrocampista | Jimmy Marín       | 77' |

| 32' · 63' · 67' · | Barlon Sequeira Yurguin Román Alexander López | 1:1 2:1 3:1 |

| 18' · 87' · | Christian Bolaños Marvin Angulo | 0:1 3:2 |

| 94' | Carlos Mora |

| 28' · 38' · 77' | Mariano Torres Kendall Waston Jimmy Marín |

| Principal  | Iván Barton    |
| Asistentes | David Morán    |
|            | Kathryn Nesbit |
| Cuarto     | Rubiel Vásquez |

| 23    | POR   | Leonel Moreira     |     |
| 6     | DEF   | José Salvatierra   |     |
| 3     | DEF   | Fernán Faerron     |     |
| 4     | DEF   | Daniel Arreola     |     |
| 5     | DEF   | Yurguin Román      |     |
| 22    | MED   | Barlon Sequeira    | 84' |
| 11    | MED   | Alexander López    | 83' |
| 16    | MED   | Alonso Martínez    | 76' |
| 10    | MED   | Bryan Ruiz         |     |
| 99    | DEL   | Marcel Hernández   |     |
| 7     | DEL   | Jurgens Montenegro | 93' |
| D. T. | D. T. | Andrés Carevic     |     |

| 13    | POR   | Aarón Cruz        |     |
| 39    | DEF   | Jordy Evans       |     |
| 5     | DEF   | Esteban Espíndola |     |
| 4     | DEF   | Kendall Waston    |     |
| 52    | DEF   | Aubrey David      |     |
| 11    | MED   | Michael Barrantes | 64' |
| 8     | MED   | David Guzmán      |     |
| 20    | MED   | Mariano Torres    | 77' |
| 2     | MED   | Christian Bolaños |     |
| 14    | DEL   | Ariel Rodríguez   | 67' |
| 26    | DEL   | Daniel Colindres  | 77' |
| D. T. | D. T. | Walter Centeno    |     |

| 76 | Delantero      | Carlos Mora        | 76' |
| 8  | Centrocampista | José Miguel Cubero | 83' |
| 14 | Delantero      | Geancarlo Castro   | 84' |
| 17 | Centrocampista | Bernald Alfaro     | 93' |

| 24 | Delantero      | Orlando Sinclair  | 67' |
| 21 | Centrocampista | Esteban Rodríguez | 64' |
| 10 | Centrocampista | Marvin Angulo     | 77' |
| 80 | Centrocampista | Jimmy Marín       | 77' |

| 32' · 63' · 67' · | Barlon Sequeira Yurguin Román Alexander López | 1:1 2:1 3:1 |

| 18' · 87' · | Christian Bolaños Marvin Angulo | 0:1 3:2 |

| 94' | Carlos Mora |

| 28' · 38' · 77' | Mariano Torres Kendall Waston Jimmy Marín |

| Principal  | Iván Barton    |
| Asistentes | David Morán    |
|            | Kathryn Nesbit |
| Cuarto     | Rubiel Vásquez |

| 23    | POR   | Leonel Moreira     |     |
| 6     | DEF   | José Salvatierra   |     |
| 3     | DEF   | Fernán Faerron     |     |
| 4     | DEF   | Daniel Arreola     |     |
| 5     | DEF   | Yurguin Román      |     |
| 22    | MED   | Barlon Sequeira    | 84' |
| 11    | MED   | Alexander López    | 83' |
| 16    | MED   | Alonso Martínez    | 76' |
| 10    | MED   | Bryan Ruiz         |     |
| 99    | DEL   | Marcel Hernández   |     |
| 7     | DEL   | Jurgens Montenegro | 93' |
| D. T. | D. T. | Andrés Carevic     |     |

| 13    | POR   | Aarón Cruz        |     |
| 39    | DEF   | Jordy Evans       |     |
| 5     | DEF   | Esteban Espíndola |     |
| 4     | DEF   | Kendall Waston    |     |
| 52    | DEF   | Aubrey David      |     |
| 11    | MED   | Michael Barrantes | 64' |
| 8     | MED   | David Guzmán      |     |
| 20    | MED   | Mariano Torres    | 77' |
| 2     | MED   | Christian Bolaños |     |
| 14    | DEL   | Ariel Rodríguez   | 67' |
| 26    | DEL   | Daniel Colindres  | 77' |
| D. T. | D. T. | Walter Centeno    |     |

| 76 | Delantero      | Carlos Mora        | 76' |
| 8  | Centrocampista | José Miguel Cubero | 83' |
| 14 | Delantero      | Geancarlo Castro   | 84' |
| 17 | Centrocampista | Bernald Alfaro     | 93' |

| 24 | Delantero      | Orlando Sinclair  | 67' |
| 21 | Centrocampista | Esteban Rodríguez | 64' |
| 10 | Centrocampista | Marvin Angulo     | 77' |
| 80 | Centrocampista | Jimmy Marín       | 77' |

| 32' · 63' · 67' · | Barlon Sequeira Yurguin Román Alexander López | 1:1 2:1 3:1 |

| 18' · 87' · | Christian Bolaños Marvin Angulo | 0:1 3:2 |

| 94' | Carlos Mora |

| 28' · 38' · 77' | Mariano Torres Kendall Waston Jimmy Marín |

| Principal  | Iván Barton    |
| Asistentes | David Morán    |
|            | Kathryn Nesbit |
| Cuarto     | Rubiel Vásquez |

|                                      |
| Bandera de Costa Rica                |
| Campeón L. D. Alajuelense 1er título |

## Estadísticas

### Clasificados a laLiga de Campeones de la Concacaf 2021
| Club | Club        | Pts. | PJ | PG | PE | PP | GF | GC | Dif. |
| ---- | ----------- | ---- | -- | -- | -- | -- | -- | -- | ---- |
| 1    | Alajuelense | 10   | 5  | 4  | 1  | 0  | 6  | 3  | +6   |
| 2    | Saprissa    | 9    | 4  | 3  | 0  | 1  | 13 | 4  | +9   |
| 3    | Olimpia     | 7    | 3  | 2  | 1  | 0  | 8  | 0  | +8   |
| 4    | Arcahaie    | 4    | 3  | 1  | 1  | 1  | 4  | 7  | -3   |
| 5    | Real Estelí | 3    | 2  | 1  | 0  | 1  | 2  | 2  | 0    |
| 6    | Marathón    | 1    | 2  | 0  | 1  | 1  | 1  | 3  | -2   |

### Clasificación general
| Club | Club                   | Pts. | PJ | PG | PE | PP | GF | GC | Dif. |
| ---- | ---------------------- | ---- | -- | -- | -- | -- | -- | -- | ---- |
| 1    | Alajuelense            | 10   | 5  | 4  | 1  | 0  | 9  | 3  | +6   |
| 2    | Saprissa               | 9    | 4  | 3  | 0  | 1  | 13 | 4  | +9   |
| 3    | Olimpia                | 7    | 3  | 2  | 1  | 0  | 8  | 0  | +8   |
| 4    | Arcahaie               | 4    | 3  | 1  | 1  | 1  | 4  | 7  | -3   |
| 5    | Forge                  | 7    | 3  | 2  | 1  | 0  | 5  | 3  | +2   |
| 6    | Real Estelí            | 3    | 2  | 1  | 0  | 1  | 2  | 2  | 0    |
| 7    | Motagua                | 2    | 3  | 0  | 2  | 1  | 3  | 5  | -2   |
| 8    | Marathón               | 1    | 2  | 0  | 1  | 1  | 1  | 3  | -2   |
| 9    | Antigua                | 2    | 2  | 0  | 2  | 0  | 2  | 2  | 0    |
| 10   | Comunicaciones         | 1    | 1  | 0  | 1  | 0  | 2  | 2  | 0    |
| 11   | Alianza                | 1    | 1  | 0  | 1  | 0  | 1  | 1  | 0    |
| 12   | Managua                | 1    | 2  | 0  | 1  | 1  | 1  | 7  | -6   |
| 13   | Tauro                  | 0    | 1  | 0  | 0  | 1  | 1  | 2  | -1   |
| 14   | San Francisco          | 0    | 1  | 0  | 0  | 1  | 0  | 1  | -1   |
| 15   | Herediano              | 0    | 1  | 0  | 0  | 1  | 0  | 1  | -1   |
| 16   | Waterhouse             | 0    | 1  | 0  | 0  | 1  | 1  | 3  | -2   |
| 17   | Atlético Independiente | 1    | 1  | 0  | 1  | 0  | 1  | 1  | 0    |
| 18   | FAS                    | 1    | 1  | 0  | 1  | 0  | 1  | 1  | 0    |
| 19   | Municipal Limeño       | 0    | 1  | 0  | 0  | 1  | 1  | 2  | -1   |
| 20   | Municipal              | 0    | 1  | 0  | 0  | 1  | 1  | 4  | -3   |
| 21   | Cibao                  | 0    | 1  | 0  | 0  | 1  | 0  | 3  | -3   |
| 22   | Verdes (Retirado)      | 0    | 0  | 0  | 0  | 0  | 0  | 0  | 0    |

### Goleadores
| Jugador           | Club        |   | PJ |
| ----------------- | ----------- | - | -- |
| Johan Venegas     | Saprissa    | 6 | 2  |
| Christian Bolaños | Saprissa    | 2 | 2  |
| Álvaro Saborío    | Alajuelense | 2 | 3  |
| Juan Barrera      | Real Estelí | 2 | 3  |
| Daniel Krutzen    | Forge       | 2 | 4  |
| Kevin López       | Motagua     | 2 | 4  |
| Matías Galvaliz   | Motagua     | 2 | 4  |